# Robert Emmett Ginna Jr
Robert Emmett Ginna Jr. (sinh năm 1925) là phóng viên và biên tập viên tạp chí, nhà sản xuất phim và biên kịch, và là giảng viên Đại học Harvard đã về hưu. Ông đồng sáng lập tạp chí People, làm Tổng biên tập đầu tiên của tạp chí này và sau đó là Tổng biên tập của nhà xuất bản Little Brown.

## Thân thế
Ginna là con của Robert Emmett Ginna, giám đốc điều hành hãng Rochester Gas and Electric và vợ là Margaret McCall (họ cũ), cả hai đều là hậu duệ của dân nhập cư Ireland. Ginna và cha ông đều được đặt theo tên của Robert Emmett, nhà cách mạng Ireland bị chính quyền Anh hành quyết vào năm 1803. Sau khi được nhận vào Cao đẳng Harvard, Ginna nhập ngũ Hải quân Mỹ năm 17 tuổi, tham chiến ở Thái Bình Dương trong Thế chiến thứ hai. Ông tốt nghiệp Đại học Rochester năm 1948 và tiếp tục lấy bằng Thạc sĩ Lịch sử Nghệ thuật tại Đại học Harvard.

## Sự nghiệp
Trong những năm đầu sự nghiệp, Ginna vào làm phóng viên và biên tập viên cho các tạp chí như Horizon, Life và Scientific American. Bài viết "Have We Visitors From Space?" của ông xuất hiện trên tạp chí Life số ra ngày 7 tháng 4 năm 1952. Năm 1955, Ginna phỏng vấn Sean O'Casey cho đài truyền hình NBC; Một thập kỷ sau, ông đứng ra sản xuất một bộ phim về O'Casey. Năm 1960, ông tham gia cuộc phỏng vấn nhà làm phim Stanley Kubrick cho tạp chí Horizon.
Tháng 2 năm 1962, Ginnna viết bài luận mang tên "Life in the Afternoon" nói về cuộc gặp gỡ văn hào Ernest Hemingway năm 1958 tại Cuba.
Trong thập niên 1960, Ginna là nhà biên kịch và nhà sản xuất phim. Ông từng có thời gian làm việc chung với nhà làm phim nổi tiếng John Ford trong bộ phim Young Cassidy, nhưng Ford đã phải thay thế vai trò của Ginna giữa chừng khi đang quay phim.
Năm 1974, Ginna đồng sáng lập tạp chí People và giữ chức Tổng biên tập đầu tiên. Từ năm 1977 đến năm 1980, Ginna là Tổng biên tập của nhà xuất bản Little Brown Publishing; qua vai trò này mà ông đã có ảnh hưởng đến việc nhà văn James Salter chuyển đổi từ nghề viết kịch bản phim sang viết tiểu thuyết.
Từ năm 1988 đến năm 2002, ông chuyển sang Đại học Harvard đảm nhận việc giảng dạy về nghề viết văn và làm phim. Năm 2003, ông là tác giả của cuốn sách nhan đề The Irish Way:  A Walk Through Ireland's Past and Present (tạm dịch: Con đường Ailen: Đi qua quá khứ và hiện tại của Ailen).
Năm 2006, Ginna nổi tiếng với vai trò thành lập một cơ quan báo chí học thuật tại Trường Đại học New England.

## Tác phẩm chọn lọc
- "Our Man from New York Observes Carol Reed Directing 'Our Man in Havana' " Horizon , tháng 11 năm 1959
- "Life in the afternoon : Ernest Hemingway, some quiet conversations regarding fishing, writing, war, bars, wine, hunting, and so on" (1962) Tạp chí Esquire[20]
- FDR (1963) với Roger Butterfield và Robert D. Graff
- "Talking to Sean O’Casey on American Television" (1974)
- "In Search of 'The Treasure of the Sierra Madre'" (2002)[21]
- The Irish Way: A Walk Through Ireland's Past and Present (2003)[18]

## Phim tham gia

### Nhà sản xuất
- Brotherly Love (1970)[22]
- Before Winter Comes (1969) [23]
- Young Cassidy (1965)
- The Flood (1962)

### Nhà biên kịch
- The Last Challenge (1967) [24]
- World Wide '60 (1960)

## Đời tư
Ginna kết hôn với Margaret Williams; cặp đôi có hai người con. Bà mất năm 2004. Năm 2017, con trai của họ đã dành tặng cuốn sách What Editors Do (tạm dịch: Biên tập viên làm gì) cho cha mẹ mình. Sau khi vợ mình qua đời, Ginna đồng hành cùng nhà báo Gail Sheehy đến lúc Sheehy mất năm 2020, thọ 83 tuổi.